# PCHA 1923/24
Die Saison 1923/24 war die 13. und letzte reguläre Saison der Pacific Coast Hockey Association (PCHA). Meister wurden die Vancouver Maroons.

## Modus
In der Regulären Saison absolvierten die drei Mannschaften jeweils 30 Spiele. Die beiden Erstplatzierten trafen anschließend in Hin- und Rückspiel um den Meistertitel aufeinander, wobei das bessere Torverhältnis aus beiden Spielen entscheidend war. In der regulären Saison spielte die Liga in einem gemeinsamen Spielplan mit den Mannschaften der Western Canada Hockey League. Für einen Sieg erhielt jede Mannschaft zwei Punkte, bei einem Unentschieden einen Punkt und bei einer Niederlage null Punkte.

## Saisonverlauf
Erneut spielten die Mannschaften der PCHA in einem gemeinsamen Spielplan mit denen der Western Canada Hockey League. Hatten die PCHA-Teams im Vorjahr noch die Mehrzahl der Spiele zwischen Mannschaften beider Ligen für sich entscheiden können, verloren sie diesmal 29 von 48 Partien gegen die WCHL-Teams, sodass alle drei Mannschaften der PCHA schließlich eine negative Bilanz aufwiesen. Im Meisterschaftsfinale der PCHA schlugen die Vancouver Maroons die Seattle Metropolitans, die in der regulären Saison noch einen Punkt mehr aufwiesen, knapp mit 2:2 und 2:1. Im Anschluss an die Saison zogen sich die Seattle Metropolitans vom Spielbetrieb zurück und die beiden verbliebenen PCHA-Franchises aus Vancouver und Victoria wechselten in die WCHL, was das Aus für die PCHA bedeutete.

## Tabelle Reguläre Saison
Abkürzungen: GP = Spiele, W = Siege, L = Niederlagen, T = Unentschieden, GF = Erzielte Tore, GA = Gegentore, Pts = Punkte
|                       | GP | W  | L  | T | GF | GA  | Pts |
| --------------------- | -- | -- | -- | - | -- | --- | --- |
| Seattle Metropolitans | 30 | 14 | 16 | 0 | 84 | 99  | 28  |
| Vancouver Maroons     | 30 | 13 | 16 | 1 | 88 | 81  | 27  |
| Victoria Cougars      | 30 | 11 | 18 | 1 | 78 | 104 | 23  |

## Playoffs
- Seattle Metropolitans – Vancouver Maroons 2:2/1:2

## Stanley Cup Challenge
Beide PCHA-Finalisten qualifizierten sich für das Halbfinale um den Stanley Cup, unterlagen dort jedoch den Calgary Tigers aus der Western Canada Hockey League bzw. den Canadiens de Montréal aus der National Hockey League, wobei Montréal schließlich den Pokal mit 2:0 Siegen im Finale gegen Calgary gewann.